# Gostar de Mim
"Gostar de Mim" é uma canção da cantora pop brasileira Wanessa Camargo, presente em seu segundo álbum de estúdio, o homônimo Wanessa Camargo, lançado em 2001. A canção é um versão de "Never Going That Way Again", gravada pela própria Wanessa para o álbum, tendo composição em língua portuguesa realizada pelo músico Dudu Falcão. Foi lançada como terceiro e último single do disco, em 22 de Agosto de 2002.

## Videoclipe
No videoclip Wanessa aparece cantando em um túnel carregando uma mala. Em outra cena com um vestido preto correndo e a última com um casaco de inverno cantando. No final do clipe ela sai do túnel andando pela estrada.

## Lista de faixas
Download digital
1. Gostar de Mim - 4:20

## Histórico de lançamento
| País   | Data                 | Formato(s) | Gravadora |
| ------ | -------------------- | ---------- | --------- |
| Brasil | 22 de agosto de 2002 | Airplay    | Sony BMG  |